# Kapitalska družba
Kapitalska družba, d. d., je delniška družba, katere edini ustanovitelj in lastnik je Republika Slovenija. 
Osnovna dejavnost  je zagotavljanje dodatnih sredstev za pokojninsko in invalidsko zavarovanje (sredstev za ZPIZ) z upravljanjem lastnega premoženja ter z upravljanjem Sklada obveznega dodatnega pokojninskega zavarovanja.